# Feldbahnen von Bagdad
| Der Euphrat zwischen Ramadi und Bagdad, 1917 |                     |                       |                       |
| Spurweite: | 600 mm (Schmalspur) |                       |                       |
| |                     |                       |                       |
| \| \| \| Ridhwānīyeh \| \| \| \| \| Abu Thubbah \| \| \| \| \| Tel Aswad \| \| \| \| \| Kharr \| \| \| \| \| Bagdad \| \| \| \| \| \| \| \| \| \| Bagdad \| \| \| \| \| \| \| \| \| \| Mufraz \| \| \| \| \| \| \| \| \| 0 \| Bagdad \| Bagdad \| \| \| \| Baquba \| \| \| \| \| Abu Jezra – Abu Saida \| \| \| \| \| Fluss Diala \| \| \| \| 105 \| Tafelberg \| Tafelberg \| \| \| \| Chanaqin \| \| \| \| \| Grenze Irak–Iran \| \| \| \| 210 \| Quretu \| Quretu \| |                     |                       |                       |
| U-Bahn-Kopfbahnhof Streckenanfang (Strecke außer Betrieb) |                     | Ridhwānīyeh           | Ridhwānīyeh           |
| U-Bahn-Haltepunkt / Haltestelle (Strecke außer Betrieb) |                     | Abu Thubbah           | Abu Thubbah           |
| U-Bahn-Haltepunkt / Haltestelle (Strecke außer Betrieb) |                     | Tel Aswad             | Tel Aswad             |
| U-Bahn-Haltepunkt / Haltestelle (Strecke außer Betrieb) |                     | Kharr                 | Kharr                 |
| U-Bahn-Kopfbahnhof Streckenende (Strecke außer Betrieb) |                     | Bagdad                | Bagdad                |
| |                     |                       |                       |
| U-Bahn-Kopfbahnhof Streckenanfang (Strecke außer Betrieb) |                     | Bagdad                | Bagdad                |
| U-Bahn-Strecke (außer Betrieb) |                     |                       |                       |
| U-Bahn-Kopfbahnhof Streckenende (Strecke außer Betrieb) |                     | Mufraz                | Mufraz                |
| |                     |                       |                       |
| U-Bahn-Kopfbahnhof Streckenanfang (Strecke außer Betrieb) · Kopfbahnhof Streckenanfang (Strecke außer Betrieb) | 0                   | Bagdad                | Bagdad                |
| U-Bahn-Bahnhof (Strecke außer Betrieb) · Bahnhof (Strecke außer Betrieb) |                     | Baquba                | Baquba                |
| U-Bahn-Abzweig geradeaus und nach links (Strecke außer Betrieb) · Abzweig geradeaus und nach links (Strecke außer Betrieb) |                     | Abu Jezra – Abu Saida | Abu Jezra – Abu Saida |
| U-Bahn-Brücke über Wasserlauf (Strecke außer Betrieb) · Brücke über Wasserlauf (Strecke außer Betrieb) |                     | Fluss Diala           | Fluss Diala           |
| U-Bahn-Kopfbahnhof Streckenende (Strecke außer Betrieb) · Bahnhof (Strecke außer Betrieb) | 105                 | Tafelberg             | Tafelberg             |
| Bahnhof (Strecke außer Betrieb) |                     | Chanaqin              | Chanaqin              |
| Grenze (Strecke außer Betrieb) |                     | Grenze Irak–Iran      | Grenze Irak–Iran      |
| Kopfbahnhof Streckenende (Strecke außer Betrieb) | 210                 | Quretu                | Quretu                |

Die Feldbahnen von Bagdad waren während des Ersten Weltkriegs betriebene Feldbahnen im Osmanischen Reich, die mit fliegendem Gleis im heutigen Irak verlegt wurden.

## Decauville-Bahn Bagdad–Mufraz

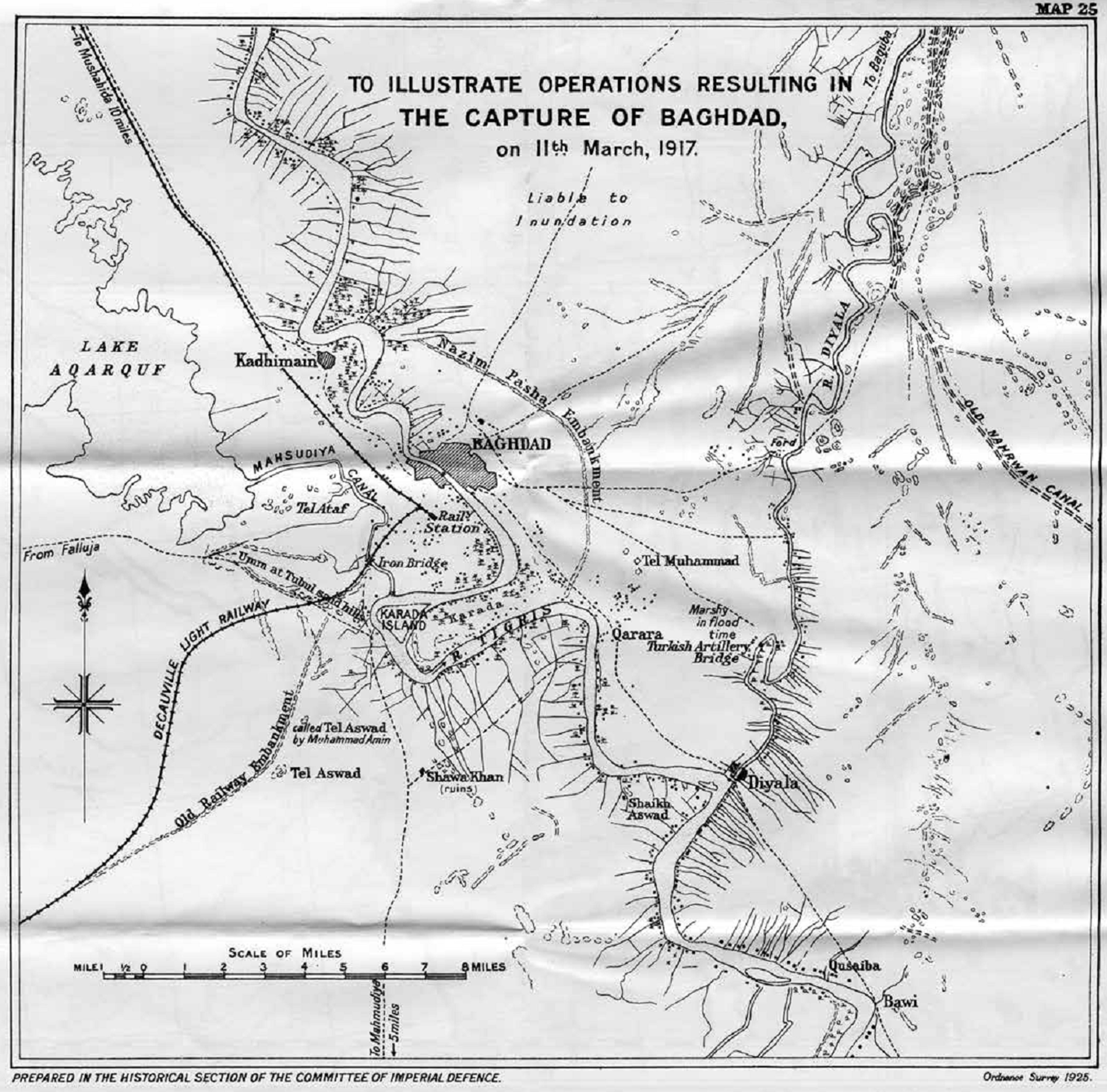
Alte und neue Trasse der Decauville-Bahn Bagdad–Mufraz, März 1917

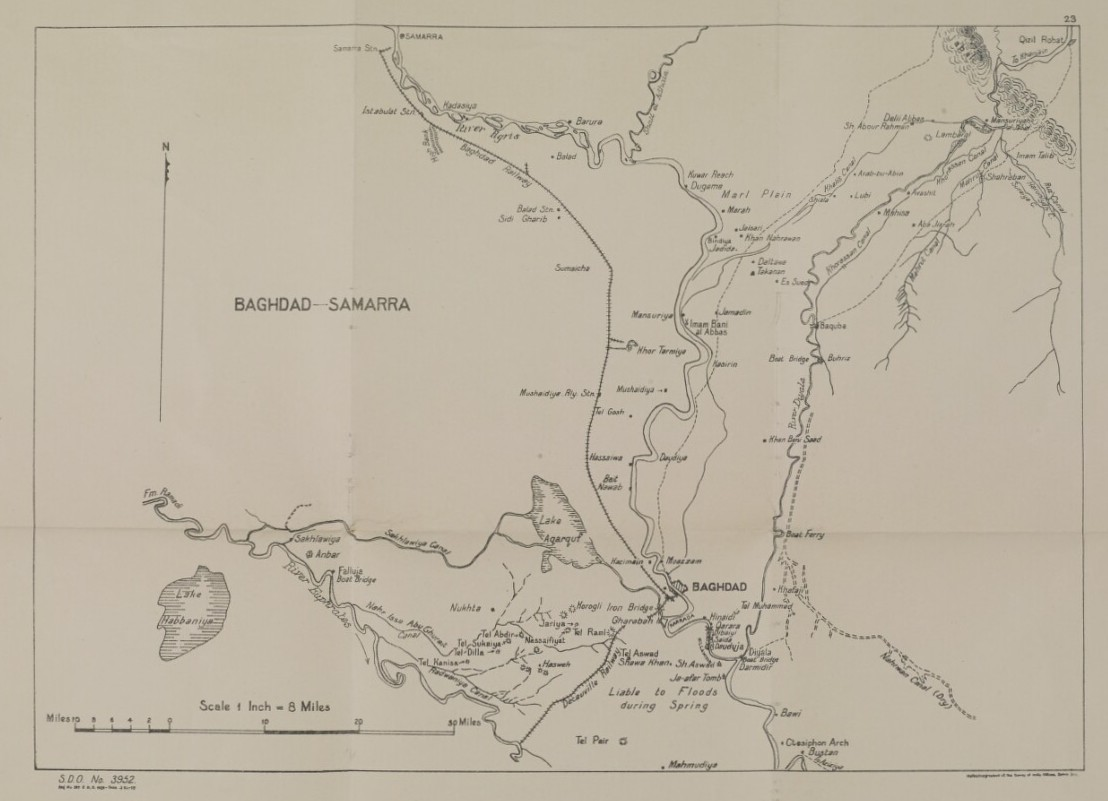
Decauville-Bahn südwestlich von Bagdad

Die Decauville-Bahn Bagdad–Mufraz verlief von Bagdad in südwestlicher Richtung nach Mufraz. Am 11. März 1917 besetzten britische Truppen Bagdad. Kurz darauf zerstörten die nach Norden geflohenen türkischen Truppen den Sakhlawiya-Staudamm am Euphrat, wodurch ein Gebiet südlich von Bagdad, durch das die ersten 17,7 Kilometer (11 Meilen) der Feldbahn verliefen, überschwemmt wurden. Britische Soldaten bauten daraufhin vom 30. März 1917 bis 13. April 1917 die mit fliegendem Gleis verlegte Strecke ab und verlegten sie bis zum 25. April 1917 auf einer neuen Trasse. Durch die Sonneneinstrahlung wärmten sich die Schienen tagsüber so sehr auf, dass die Soldaten sie nur anfassen konnten, wenn sie ihre Hände durch leere Sandsäcke schützten. Da keine Expansionsstücke verfügbar waren, verzog sich das Gleis in einigen Streckenabschnitten durch die große Hitze und musste in der zweiten April-Hälfte 1917 neu verlegt werden. S. 222–223 

## Decauville-Bahn Ridhwānīyeh–Bagdad
Die handbetriebene Feldbahnstrecke von Ridhwānīyeh nach Bagdad mit einer Spurweite von 600 mm verband den Euphrat mit Bagdad. Sie verlief südlich der alten Karawanenstraße von Aleppo über Falludscha nach Bagdad. Sie begann in der Nähe der Mündung des Ridhwānīyeh-Kanals und führte über Abu Thubbah und Tel Aswad und den Bagdader Vorort Kharr (wohl in der Nähe der Kharr-Brücke) nach Bagdad. Im Mai 1916 wurden die Loren dort noch von Hand geschoben.
In der Nacht vom 24. auf den 25. April 1917 brach ein Damm, der das Euphrat-Hochwasser bis dahin zurückgehalten hatte, woraufhin die Straße nach Falludscha und die Decauville-Bahn Ridhwānīyeh–Bagdad überschwemmt wurden und unpassierbar wurden. Im Bereich des Damm-Bruchs war das Hochwasser 4,50 m tief und strömte mit hoher Strömungsgeschwindigkeit durch die Engstelle, so dass sich der Damm nur mit Schwierigkeiten reparieren ließ. Um Sandsäcke zur Dammbruchstelle zu bringen, wurden kurzerhand eine Behelfsstrecke aus Decauville-Jochen und Kletterweichen dorthin verlegt, auf der Züge mit 4, 5 oder 6 mit Sandsäcken beladenen Kipploren von Hand geschoben werden konnten. Nach Abschluss der Arbeiten sank das Hochwasser auf 0,6 bis 1 Meter. S. 564

## Feldbahn Bagdad–Diyala
Im Mai 1917 wurde mit dem Bau einer Feldbahnstrecke von Bagdad zur Diyala-Front begonnen. Sie wurde wegen des Mangels an Meterspur-Material mit einer Spurweite von 762 mm aus Material gebaut, das aus der demontierten Strecke Sheikh Sa`d – As Sinn und der aufgegebenen Strecke Qurna–ʻAmara stammte. Die Strecke wurde am 13. Juli 1917 bis Baquba für den Verkehr freigegeben. Sie wurde später bis zum 105 km von Bagdad entfernt liegenden Tafelberg verlängert. Zwischen Baquba und Tafelberg gab es außerdem eine 1917 eröffnete 6,5 km lange Zweigstrecke, die Abu Jezra und Abu Saida am Fluss Diala, einem der Hauptnebenflüsse des Tigris, verband.
Später wurde eine neue Meterspurstrecke neben der vorhandenen Schmalspurstrecke verlegt. Der Abschnitt Bagdad–Baquba wurde im November 1917 eröffnet, der Abschnitt Baquba–Tafelberg im Juni 1918. Die Strecke wurde anfangs auf einer Holzbrücke bei Baquba über den Fluss Diala geführt. Ende 1918 wurde die Pfahlbrücke durch eine dauerhafte Struktur ersetzt, die aus vier Spannweiten mit jeweils 30 m und zwei Spannweiten von jeweils 23 m auf Senkkasten-Pfeilern bestand. Gegen Ende des Jahres 1918 wurde eine Verlängerung dieser Strecke nach Chanaqin an der persischen Grenze abgeschlossen. Später wurde die Strecke bis zum 210 km von Bagdad entfernt liegenden Quretu verlängert.